# Just Having a Laugh
Just Having a Laugh är The Products' debut-EP, utgiven den 1 mars 1998 på Sidekicks Records.

## Låtlista
Alla låtar är skrivna av The Products.
1. "The Kids Wanna Riot"
2. "Deadlock"
3. "Smash My Radio"
4. "As I Choose"
5. "It's Time"

## Personal
- Mathias Färm - inspelning, mixning
- Henrik Jonsson - mastering
- Mieszko Talarczyk - inspelning, mixning

### Fotnoter
1. 1 2  ”Just Having a Laugh”. Discogs.com. http://www.discogs.com/Products-Just-Having-A-Laugh-EP-/release/2433569. Läst 5 april 2012.